# Мідіян
Мідіян (івр. מִדְיָן Miḏyān), також Мадіан (грец. Μαδιάμ; лат. Madian) — біблійний персонаж, четвертий син Авраама і Хеттури. Мав п'ятьох рідних братів — Зімрана, Йокшана, Медана, Ішбака та Шуаха (Бут. 25:1—5). Його сини — Ефа, Ефер, Енох, Авіда та Елдаа.
Йосип Флавій пише, що він з братами «заволоділи Троглодитом і країною Аравія Родюча, аж до Червоного моря».
Вважається, що він є прабатьком народу мідіяни, що трапляється у пізніших книгах Біблії.